# Dragtjärns naturreservat
Dragtjärns naturreservat är ett kommunalt naturreservat i Ljusnarsbergs kommun i Örebro län.
Området är naturskyddat sedan 2007 och är 392 hektar stort. Reservatet ligger nordost om Kopparberg på båda sidor om Stora Kroktjärnen och består av kuperad terräng med främst granskog till del som sumpskog, med inslag av lövträd, huvudsakligen björk och asp